# Villaggio Lamarmora
Il Villaggio Lamarmora è un quartiere di Biella.
Il quartiere nasce come sviluppo urbanistico verso sud-ovest della città negli anni venti del novecento.
Lo sviluppo avvenne intorno ad una chiesa dalle linee avveniristiche. Nuovi isolati di case popolari, villette mono e multifamigliari, vennero costruiti negli anni settanta/ottanta, integrate negli anni '90 da villette a schiera nella zona sud del quartiere. Negli anni '80 la fama del quartiere divenne negativa per alcuni avvenimenti di cronaca, legati al proliferare di piccole gang e allo spaccio di droga, e per l'elevata concentrazione di immigrati dal Sud Italia. Ancora oggi esistono alcune problematiche sociali limitate però a pochi individui.
Ha attualmente una popolazione di circa 4 500 abitanti (censimento 2004) che la colloca al quinto posto tra le circoscrizioni più popolose di Biella dietro a SanPaolo-Masarone-VillaggioSportivo (circa 11.000), Chiavazza (6300 circa), Vernato-Thes (circa 6.000) e Centro (circa 5500). 
È uno tra i quartieri più vivi della città, sia per l'elevato numero di giovani e sia per la partecipazione della gente alla vita del Quartiere stesso, ad iniziare dall'ambito Parrocchiale dove operano diversi gruppi di persone impegnate in varie attività riguardanti la vita sociale. Confina con il Villaggio sportivo, del quale è diretta continuazione, e con il territorio del comune di Ponderano. Condivide con il Villaggio Sportivo la nuova area mercato della città, presente per tre giorni alla settimana.
Nel quartiere è presente e molto attiva l'Apd Villaggio Lamarmora, società sportiva fondata nel 1982 ma che ha le sue radici nell'Us Villaggio Lamarmora, squadra di calcio nata nel 1960 con la nascita del quartiere.
L'Apd Villaggio Lamarmora gestisce il campo sportivo di Via Cavaglià, riportato a nuovo nel 2007, annesso al quale è presente il Circolo Soci, tornato ad essere un luogo di ritrovo per i pensionati del quartiere, dotato anche di un campo da bocce. Poco distante in via Trivero l'associazione gestisce l'attività sportiva della palestra delle ex scuole medie, oggi Liceo Psicopedagogico.
La Polisportiva è affiliata a varie federazioni sportive per la pratica di: Calcio Giovanile (oltre 120 bambini) all'interno della Figc; Pallavolo femminile (oltre 150 bambine) all'interno di Fipav, Pgs e Libertas; Ciclismo (una decina di tesserati Udace); Ginnastica Dolce (oltre 60 iscritti ai corsi organizzati in palestra). Nel 2007 la squadra Under 18 di pallavolo è stata medaglia di bronzo a Campionati Italiani Pgs di Pallavolo. Nel giugno del 2010 la formazione Under 16 ha vinto il titolo italiano Under 16 Libertas.